# Marcus Numisius Senecio Antistianus
Marcus Numisius Senecio Antistianus (vollständige Namensform Marcus Numisius Marci filius Galeria Senecio Antistianus) war ein im 1. Jahrhundert n. Chr. lebender Angehöriger des römischen Ritterstandes (Eques).
Durch drei Militärdiplome, die auf den 12. Mai 91 datiert sind, ist belegt, dass Antistianus 91 Kommandeur der Ala Veterana Gallica war, die zu diesem Zeitpunkt in der Provinz Syria stationiert war. Antistianus war in der Tribus Galeria eingeschrieben.